# Модла (Каліський повіт)
Модла (пол. Modła) — село в Польщі, у гміні Опатувек Каліського повіту Великопольського воєводства.
У 1975-1998 роках село належало до Каліського воєводства.